# Haraldur Einarsson
Haraldur Einarsson (* 24. September 1987 in Selfoss) ist ein isländischer Leichtathlet und Politiker der Fortschrittspartei.
Haraldur ist gelernter Zimmermann, studierte Umwelt- und Bauingenieurwesen an der Universität Island und ist als Landwirt auf dem Bauernhof Urriðafoss beim gleichnamigen Wasserfall in Selfoss (Gemeinde Árborg) tätig. 2013 wurde er Isländischer Meister im 60-Meter-Lauf in der Halle.
Seit der isländischen Parlamentswahl vom 27. April 2013 war Haraldur Abgeordneter des isländischen Parlaments Althing für den Südlichen Wahlkreis. Er war Mitglied des Parlamentsausschusses für Umwelt und Verkehrswege. Zur Parlamentswahl in Island 2016 ist Haraldur nicht mehr angetreten, da er sich wieder der Landwirtschaft zuwenden wollte.